# 정경 (동녕국)
정경(鄭經, 1642년 10월 25일 ~ 1681년 3월 17일, 재위 1662년 ~ 1681년)은 정성공(鄭成功)의 맏아들이자 동녕국의 2대 왕이다. 시호는 연평문왕(延平文王), 아버지 정성공이 영력제로부터 친왕급 작위인 조왕(潮王)직을 하사받았으므로 그는 생전에 자신을 조왕이라고도 칭했다. 아버지 정성공이 중국 대륙에서 버티기 어렵게 되자 새로운 근거지를 마련하기 위해 대만으로 떠났을 때, 정경은 육지에 남아서 정성공의 육상 거점인 하문(廈門)과 금문(金門)을 지켰다.
1662년부터 1681년까지 동녕국 왕으로 재위하는 동안 1662년부터 1679년까지 친정을 하였고 1679년부터 1681년 붕어할 때까지 서자(庶子) 정극장(鄭克藏)이 대리청정(代理聽政)을 맡았다.

## 왕위 계승
정성공은 대만을 점령한 지 1년여 만에 세상을 떠났는데(1662년), 대만에서는 정경이 여전히 하문에 주둔하고 있는 것을 틈타 황소(黃昭)와 소공진(蕭拱辰)이 정성공의 동생 정습(鄭襲)을 왕으로 추대하려 하였다. 이를 눈치챈 정경은 대만으로 건너와 두 사람을 목베는 등 정습 지지파를 제압하고 자신이 연평군왕(延平郡王)의 자리를 물려받아 정씨왕국의 2대 왕이 되었다.
청나라는 정성공이 죽은 직후 항복을 권유하는 사자를 보냈는데, 정경은 조선(朝鮮)의 경우를 예로 들면서 변발을 하지 않고 신하로 칭하여 조공을 바치는 선에서 마무리지으려 했으나 청나라가 끝까지 변발할 것을 고집하여 협상이 결렬되었다. 1663년 청나라는 대만 상실로 인해 정씨왕국에 원한을 품고 있던 네덜란드 세력과 연합하여 하문과 금문을 공격해왔다. 대륙 영토를 지키기 위해 이전부터 하문으로 건너왔던 정경은 필사적으로 저항했으나 두 거점을 모두 잃고 1664년 대만으로 철수했다.

## 삼번의 난과 정씨왕국의 군사활동
명나라의 매국노 출신으로 번왕(藩王)의 작위를 받아 반독립 상태를 유지하고 있던 운남지역의 평서왕(平西王) 오삼계(吳三桂), 광동지역의 평남왕(平南王) 상지신(尙之信), 복건지역의 정남왕(靖南王) 경중명(耿仲明)이 1673년 청나라에 대항해 일제히 반란을 일으켰다. 이를 삼번(三藩)의 난이라 한다. 이중 경정충은 대만으로 사자를 보내어 천주(泉州)와 장주(漳州) 두 부(府)를 나누어줄 것을 제안하면서 자신들의 반란에 협력할 것을 요청해 왔다. 경중명의 제안에 솔깃한 정경은 당시 스페인의 식민지였던 필리핀을 공격하려던 계획을 접고 삼번의 세력과 연합하였다. 그러나 삼번 세력이 초기에 순조롭게 세력을 확대해 나가자 경정충은 일방적으로 정경과의 약속을 파기했다. 이에 격분한 정경은 경중명의 영역인 복건성의 연안지대를 무력으로 공격하여 한때는 복건성 남부지역의 대부분을 점령할 정도로 위세를 떨쳤다.
그러나 삼번의 중심세력인 오삼계의 군대가 청나라 군대에 밀리기 시작하자 경정충은 재빨리 청나라 조정에 항복했으며, 자신이 청나라에 충성을 바치고 있다는 것을 입증하기 위해 정경의 대만군을 공격해 왔다. 여기에 청군까지 가세하여 정경은 애써 점령한 땅들을 모두 잃었다.

## 말년과 죽음
1678년 정경은 국면의 전환을 위해 유국헌(劉國軒)으로 하여금 해징(海澄)을 점령하게 했다. 그러자 청나라는 1680년 대군을 이끌고 하문, 금문과 해징을 공격했다. 이 싸움에서 정씨왕국의 수군은 청군을 상대로 승리했으나 청나라의 사전 계략으로 하문 지역의 민심이 크게 흔들리고 있었기 때문에 더 이상 내륙지역의 거점을 유지하는 것이 불가능하다고 본 정경은 3월 27일 대만으로 철수했다.
정씨왕국의 내륙 거점들을 모두 차지한 청나라는 다시 정씨왕국과의 교섭을 시도하였다. 이 과정에서 정경은 청나라에게 빼앗긴 해징을 청나라와 정씨왕국의 교역장소로 삼을 것을 요구했으나 청나라는 이 제안을 거부했다. 옛 명나라의 땅을 회복할 희망이 희박해지자 정경은 실의에 빠져 정사를 멀리하다가 1681년 병으로 죽었다.

## 둘러보기
| 전임 정성공 (재위 1661 - 1662) | 제2대 정씨왕국 국왕 1662년 - 1681년 | 후임 정극상 (재위 1681 - 1683) |

## 같이 보기
- 동녕국
- 대만의 역사